# Pogorzała Wieś
Pogorzała Wieś is een dorp in de Poolse woiwodschap Pommeren. De plaats maakt deel uit van de gemeente Miłoradz en telt 440 inwoners.